# Lucito
Lucito là một đô thị ở tỉnh Campobasso trong vùng Molise thuộc nước Ý, có vị trí cách khoảng 20 km về phía bắc của Campobasso. Tại thời điểm ngày 31 tháng 12 năm 2004, đô thị này có dân số 904 người và diện tích là 31,2 km².
Lucito giáp các đô thị: Castelbottaccio, Castellino del Biferno, Civitacampomarano, Limosano, Morrone del Sannio, Petrella Tifernina, Sant'Angelo Limosano, Trivento.